# Drużyna mistrzów
Drużyna Mistrzów – sportowo/hip-hopowy projekt motywacyjny oraz fundacja o nazwie Drużyna Mistrzów Sport Muzyka Pasja. Projekt powstał w 2012 z inicjatywy krakowskiego rapera Bosskiego Romana, członka grupy muzycznej Firma oraz propagatora rugby Artura Pszczółkowskiego, związanego z klubem Arka Gdynia. Ideą DM jest motywowanie poprzez muzykę hip-hop oraz sport wykorzystując autorytet idoli z obu światów, do rozwoju osobowego poprzez pasję i sport w opozycji do negatywnych postaw i degeneracji społecznej. Zadaniem projektu jest też inspirować i edukować, a zarazem przeciwdziałać destruktywnym postawom życiowym.
W ramach projektu wydane zostały 4 dwupłytowe albumu muzyczne z udziałem takich gwiazd polskiego hip-hopu jak: Bosski, Sobota, Popek, Paluch, Sokół, Fuso, Hemp Gru, Fu, Pono, Juras, Kaen, PIH, Dudek P56, Miejski Sort, Toony, Onar, Zbuku, Miuosh i wielu innych. Zostało też nagranych kilkadziesiąt teledysków motywacyjnych z udziałem wybitnych sportowców, którzy niekiedy także udzielali się wokalnie, a są to m.in. Damian Janikowski, Michał "Agresywna Masa” Żądło, Jacek Ratusznik, Piotr Borecki, Dawid Kostecki, Paula Mocior, Emil Kaleński, Paula Lewczuk, Rafał Sonik, Żaneta Szlęzak, Artur Szpilka, Jakub Szczerba, Kamil Kluszczyński, Konrad Czerniak, Marcin Molska, Rafał Simonides,  Maciej Janowski, Katarzyna Posiadała, Andrzej Wawrzyk, Judyta Rymarzak, Jan Błachowicz, Paweł Nastula, Paweł Głażewski i wielu innych.
Utwory i teledyski DM zyskały wiele milionów odsłon, a pierwszy album uzyskał status złotej płyty. Dzięki działalności fundacji Drużyna Mistrzów Sport Muzyka Pasja powstał autorski projekt warsztatów profilaktycznych w ramach przeciwdziałania uzależnieniom od używek (z naciskiem na zjawisko dopalaczy), multimediów, przemocy, internetu i innych patologicznych zjawisk na jakie narażony jest młody człowiek. Warsztaty są prowadzone w szkołach i placówkach wychowawczych od 2015 r. W ramach warsztatów promowane są także pozytywne postawy rozwoju osobowego takie jak: zdrowie, kondycja fizyczna, rozwój intelektualny i duchowy, rozwijanie pasji oraz wartości patriotyczne.
W skrócie działalność Drużyny Mistrzów to: produkcja i wydawnictwa płytowe, produkcja i wydawnictwa teledysków, organizacja i wykonywanie koncertów muzycznych, promocja wartości patriotycznych, realizacja warsztatów profilaktyczno-motywacyjno-sportowo-patriotycznych, organizacja konkursów i imprez sportowych, przeciwdziałanie uzależnieniom, wszelakie akcje społeczne związane z rozwojem osobowym i świadomością kulturową.
Fundacja posiada sporo partnerów i organizacji współpracujących. Ważniejszymi z nich są m.in.: Radio RMF, Krakowski Instytut Sztuki Wokalnej Sonii Lachowolskiej, Małopolskie Kuratorium Oświaty, Fonografika, Studio Nagrań - ZION, czy Google (status bliskiego partnera).
W ostatnich latach fundacja angażuje się również w liczne akcje profilaktyczne związane z przeciwdziałaniem zjawisku dopalaczy a także w akcje patriotyczne dzięki czemu powstały m.in. utwory: "Antydopalacze", "Dopal Dopalaczom", czy patriotyczne "Cisi i Skuteczni" (o Jednostce Wojskowej Komandosów w Lublińcu) czy "Generał Gryf" o wybitnym polskim bohaterze generale Januszu Brochwiczu-Lewińskim.
7 kwietnia 2012 roku nakładem wytwórni Fonografika ukazała się pierwsza kompilacja nagrań pt. Drużyna Mistrzów. Na wydawnictwie znalazły się premierowe nagrania m.in. takich wykonawców jak: Peja, DDK RPK, Pih, Bosski Roman, Sokół, Pono, Fu, Bilon z Hemp Gru, Paluch, Pęku, NON Koneksja, Gedz, MDM, Omerta czy Jongmen. Na kompilację złożyły dwa nośniki po 19. utworów każdy. Album dotarł do 21. miejsca polskiej listy przebojów – OLiS. 15 kwietnia 2015 roku wydawnictwo uzyskało status złotej płyty sprzedając się w nakładzie 15 tys. egzemplarzy. Płyta była promowana klipami do utworów: "Jak Zaczynasz Dzień", "Dla Sportu", "Wiara w Siebie", "Wyciągnij Dłoń", "Szukaj Tego", "Potęga Instynktu Przetrwania", "Olej Nudę", "Naturalny Haj" oraz "Aż Poleje Się Krew".
Drugi album z cyklu zatytułowany Drużyna Mistrzów 2: Sport, Muzyka, Pasja ukazał się 15 czerwca 2013 roku nakładem DM Independent. Oprócz inicjatora projektu Bosskiego Romana, na albumie pojawili się inni raperzy: Tadek, Kaen, Sobota, Pih, DDK RPK, Diox, Onar, Ero, VNM oraz grupy hiphopowe NON Koneksja, WSRH, PMM. Wśród wykonawców jest także zapaśnik, Damian Janikowski, który przyznał, że muzyka z premierowego albumu DM motywowała go podczas igrzysk w Londynie (2012), w tym przed walką o brązowy medal olimpijski. Łącznie na materiale znalazło się prawie sto wykonawców (około dwa razy więcej niż na premierowym krążku inicjatywy). Album był promowany teledyskami do utworów: "Nakręceni Pają", "Wstęp Wolny", "Zastrzyk motywacji","Sport, Muzyka, Pasja", "Żyj Chwilą", "Forma", "W Moim Zasięgu", "Potrzebuje zmian", "Świadomość", "Życie Na Nas Się Odbija" oraz "Wirus lenistwa".
Trzeci album z cyklu zatytułowany Drużyna Mistrzów 3 ukazał się 29 maja 2015 roku nakładem wytwórni muzycznej DM Independent w dystrybucji Fonografiki. Album dotarł do 50. miejsca polskiej listy przebojów – OLiS. Na płycie pojawili się m.in.: Bosski Roman, Kaen, Pih, Pęku, DMK, Jahbestin, Diox, Bonson, Fuso, Mosad, Miejski Sort, Miuosh czy HDS. Nagrania były promowane teledyskami do utworów: "Wstań i walcz", "Samodyscyplina", "Bez hamulców", "Lepsza Wersja", "Górska Moc", "Muaythai", "KS Ronin", "Palili Mosty", "Walcz", "Nikt nie ma takiej wiary jak ty", "Droga Na Szczyt", "Wykorzystam każdy dzień" oraz "Powstań".
16 grudnia 2016 roku nakładem wytwórni DM Independent oraz Step Records powstaje czwarty album DM pt. Drużyna Mistrzów 4: Moc Motywacji. Poza inicjatorem projektu Bosskim Romanem na albumie pojawili się też m.in.: Paluch, Kaen, Pih, Zbuku, Luxon, Juras, Dixon37, Webster, Diox, Onar, Fu czy Mosad. Teledyski zostały nagrane do utworów: "Projekt Pasja", "Ladies Fight Night", "Na Rozgrzewkę", "Jakie Życie Bez Sportu?", "To Jest Hit", "Ostra Pompa", "Zabierz Boga Na Trening", "Sportowa Dama", "Generał Gryf".
19 maja 2017 roku powstaje album pt. Drużyna Mistrzów 4: Moc Motywacji [DELUXE] zawierający dwie płyty. Jedna płyta zawiera utwory z poprzedniego albumu DM, a druga premierowe nagrania oraz dwa remixy utworów z poprzedniego albumu DM. W premierowych nagraniach pojawili się: Bosski Roman, Toony, HZOP, Dudek P56, Arkadio, Anatom, Krzychu WWS oraz Michał z Agresywnej Masy. Płyta była promowana klipami do utworów: "Idę na całość", "Idę na trening", "Arnold", "Zawsze dobra passa" oraz do remiksów utworów "Sportowa dama", "Jakie życie bez sportu?".

## Lista utworów

### Drużyna mistrzów
Opracowano na podstawie materiału źródłowego.
| CD 1 1. „Intro” 2. Bosski Roman, Sokół – „Jak zaczynasz dzień” (produkcja: P.A.F.F.) 3. Joda, Gedz, Pióro – „Świeże powietrze” (produkcja: Zbylu) 4. NON Koneksja – „Adrenalina” (produkcja: Kriso) 5. Bob One, Bas Tajpan – „Chodź (RMX)” (produkcja: Piero) 6. Dobry Towar – „Wszystko albo nic” (produkcja: DJ Steez, Szwed SWD) 7. MoniLove – „Potęga instynktu przetrwania” (produkcja, scratche: DJ Bejbi) 8. Jahbestin – „Wyciągnij dłoń” (produkcja: Webster) 9. Endefis – „To nie cyrk” (produkcja: Sodrumatic) 10. Pih – „Aż poleje się krew” (produkcja: D.N.A) 11. Żółf – „Wstań” (produkcja: D.N.A) 12. DDK RPK – „By przeżyć i uwierzyć” (produkcja: WoWo) 13. Arczi – „To jedna z tych historii” (produkcja: P.A.F.F.) 14. Ergo Rap – „Rady doceniaj” (produkcja: N.o.w.y., scratche: DJ Olsen) 15. Pono, Fu – „Przekaz” (produkcja: 7th Swordsman) 16. Małach & Rufuz – „Biorę się” (produkcja: Małach) 17. Borixon, Kajman – „Skrawki” (produkcja: Donatan) 18. B.R.O – „Nie ma rzeczy niemożliwych” (produkcja: Euri) 19. Cevir – „Możesz powstać” (produkcja: Piero) | CD 2 1. Zarys Zdarzeń – „Olej nudę” (gościnnie: Jarru, produkcja: Zdolny) 2. Brahu, RDW, Wigor – „Naturalny haj” (produkcja: Brahu) 3. Tadek, Bilon, Hudy HZD – „Myśl samodzielnie” (produkcja: P.A.F.F.) 4. MDM – „Nie ma co czekać” (produkcja: Chopek) 5. Wirus GKI, Kamil PRJ – „Wiara w siebie” (produkcja: GSP) 6. Firma, Daddy Freddy, Młody Bosski – „Fi Di Youths” (produkcja: P.A.F.F.) 7. Dixon37 – „Szukaj tego” (produkcja: Kriso) 8. Emblemat – „Walcz i wygrywaj” (produkcja: Małach) 9. Paluch – „Bierz przykład, daj przykład” (produkcja, scratche: DJ Story) 10. Lewy, HDS – „Piłka nożna jest dla wielu” (produkcja: NWS) 11. RRI – „Daj to głośniej” (gościnnie: HZOP, Jongmen, produkcja: Fuso, scratche: DJ Alkoholu 100%) 12. HipoToniA WIWP, Nie Dla Wszystkich – „Do celu” (produkcja: NWS) 13. Omerta – „Dla sportu” (gościnnie: Kopson, produkcja: WoWo) 14. Graba – „Coś za coś” (produkcja: NWS) 15. Wysoki Lot – „Trzymaj się” (produkcja: Urban) 16. Luksmamilion, Pawulon, Marta Wydra – „Lepiej się pozbieraj” (produkcja: Pawulon) 17. Pęku, SBF – „Bądź dobrej myśli” (produkcja: Webster) 18. RDW, Peja, Dobrzan – „Wierz w siebie” (produkcja: LCF) 19. „Outro” |

### Drużyna mistrzów 2: Sport, muzyka, pasja
Opracowano na podstawie materiału źródłowego.
| CD 1 1. Bosski Roman, Webster, Kamil P.R.J. Wysoki Lot, Zarys Zdarzeń, Kaen, Młody Bosski, NON Koneksja, WSRH - "Drużyna mistrzów" 2. PMM - "Powiedz mi" 3. Blask Ulic - "Forma" 4. Kaen, Kamil P.R.J. - "Wstęp wolny" 5. Wysoki Lot - "Nie masz wyjścia, musisz wejść" 6. Pih, Bosski Roman, Tadek, Młody Bosski - "Wirus lenistwa" 7. Bezczel - "Husarz" 8. UDR - "Atak najlepszą obroną" 9. Shiz Antidotum / Rufuz & Małach - "Dawaj z nami" 10. Hary Piotrek - "Potrzebuję zmian" 11. Sobota, Rena, Kieru, Matheo - "Ćpaj sport" 12. Bosski Roman, Berezin, Virus Syndicate - "Streetworkout" 13. Kwas, DJ Zel - "Życie na nas się odbija" 14. Omerta, Zawarty Pakt - "Bitwa" 15. RDW - "Ruszaj póki czas" 16. Intoksynator - "Klasa sama w sobie" 17. DMK - "Jeden na stu" 18. Bosski Roman - "Sport Muzyka Pasja" | CD 2 1. Bosski Roman, DDK RPK, Damian Janikowski, Młody Bosski - "Zastrzyk motywacji" 2. Fuso, Quebonafide, Jongmen - "Lepsze jutro" 3. Hukos, Praktis, Cira - "W moim zasięgu" 4. DMK, Małach, Rufuz, Odie, Juras - "Tonę" 5. Chora Psychika - "Dla tych kilku chwil" 6. Jahbestin - "Nie daj sobie wmówić" 7. Mikael - "Z całych sił" 8. Shoom - "Początek" 9. Aicha, Asteya - "Przystanąć" 10. Hary - "Siła pasji" 11. Diox, Dj Kebs - "Nie chcę myśleć" 12. Bosski Roman, Onar, Ero, VNM - "Nakręceni pasją" 13. Luks Mamilion & Pawulon - "Żyj chwilą" 14. A2DICT - "Uzależnienie" 15. Gasper TPTPWS, Młody Bosski - "Łap okazje" 16. Żusto - "Świadomość " 17. B&B - "Wysoko mierzę" 18. Pih, Bosski Roman, Tadek, Młody Bosski - "Wirus lenistwa" (remiks) 19. Bosski Roman - "Sport Muzyka Pasja" (remiks) |

### Drużyna mistrzów 3
Opracowano na podstawie materiału źródłowego.
| CD 1 1. Bosskiskład, Kaen - "Lepsza wersja" 2. Jahbestin, Püdelsi - "Wstań i walcz" 3. Kuba Knap - "Biorę się za siebie" 4. Bonson, Magda Borowiecka - "Do końca" 5. ParExcellence, Bosski Roman - "Górska moc" 6. Pih, Bosski Roman - "ADHD" 7. Ceha Joint, MXN - "Odnajdź w sobie pasję" 8. Diox, Mosad - "Droga" (scratche: DJ Spieczary) 9. Miuosh - "Reminem" (scratche: Fleczer) 10. WTM - "Do przodu" 11. Nowator - "Palili mosty" 12. Bosski Roman, Pih - "Bez hamulców" 13. Żusto - "I'm A Fighter" (gościnnie: Anakonda) 14. Bosski Roman - "Muay Thai" 15. PzTw, Bosski Roman - "KS Ronin" 16. Many - "EKG" 17. Banan, Bedi RwP, Domber, Ryba RwP - "Idę w ciemno" 18. Frytt, Zbylu - "Droga na szczyt" 19. GKI Familia - "Górny kanon inspiracji" (scratche: Orski) 20. Luxon - "Nikt nie ma takiej wiary jak ty" 21. Jerli - "Powstań" 22. Barrad Squad - "Mentalnie" 23. Bosski Roman, Sobota - "Samodyscyplina (Fabster RMX)" | CD 2 1. Bosski Roman, Sobota - "Samodyscyplina" 2. DMK, BRW - "Wystarczy krok" 3. Elizjum, Luiza Tatara, DMK - "Gra zespołowa" (scratche: DJ Cut-A-Head) 4. HDS, Kafar, Brahu - "Wszystko dla ludzi" 5. Kamil PRJ - "Coś na miarę" 6. Miejski Sort, Bosski Roman - "Na jeden wokal" 7. Ważka G21, Daro SS - "Walka" 8. Abordaż - "Trening czyni mistrza" 9. Maciej - "Życie nas nie rozpieszcza" 10. HZOP, Wschodnia Strona, Nietoperz - "Możliwość osiągnięcia celu" 11. DMK, Odie, Ten Michał - "Bez lęku" (scratche: DJ HardCut) 12. Popek, Bosski Roman, Papaj - "MMA" 13. Młody Bosski, Kaszub - "Mistrzowskie serce" (scratche: DJ Avens) 14. Gasper - "Walcz" 15. Fuso, Bosski Roman - "StreetWorkOut" 16. Schemat - "Rapuj" 17. Daros - "Motywator" 18. Obserwator Świata Faktów, Boczek, DMK - "Wiara i ryzyko" 19. Majki Majk - "Zawsze masz wybór" 20. Chaos, Furiat - "Brnę przez życie" 21. Hame, Igor LBN - "Wykorzystam każdy dzień" 22. Aterra - "Nie daj się" (gościnnie: Bosski Roman) |

### Drużyna mistrzów 4: Moc motywacji
Opracowano na podstawie materiału źródłowego.
| 1. Bosski Roman - "Na rozgrzewkę" 2. Bosski Roman, Paluch - "Jakie życie bez sportu?" 3. Krzychu WWS, Bosski Roman, Prykone - "Wysoko poprzeczka" 4. Red, Bosski Roman - "To jest hit" 5. Bosski Roma, Fu - "Ostra pompa" 6. Dominik Rybiałek, Bosski Roman, Bonson - "Nie zatrzyma nikt" 7. Marcinek 3Z, Bosski Roman, Dmk - "Za żadne skarby" 8. Stecu, Dixon37, Bosski Roman - "Motywuję słowem" 9. Juras, Bosski Roman - "Współczesny patriota" 10. Bosski Roman, Konsorcjum - "Poczuć mocno życie" 11. Arkadio, Bosski Roman, Luxon - "Zabierz Boga na trening" 12. Bosski Roman, Zbuku - "Satysfakcji światło" 13. Bosski Roman, Pih - "Sportowa dama" 14. Bosski Roman - "Ladies Fight Night" 15. Webster, Bosski Roman - "Dla fightera" 16. Bosski Roman, Diox, Mosad, Kiki, Onar - "Zdrowia nie kupisz" 17. Marcin Knutelski, Bosski Roman, Żaru - "Górski duch" 18. Kasia Malenda, Świtał, Fima - "Projekt pasja" 19. Bosski Roman - "Generał Gryf" 20. Bosski Roman - "Cisi i skuteczni" |

### Drużyna mistrzów 4: Moc motywacji [Deluxe]
Opracowano na podstawie materiału źródłowego.
| CD1 1. Bosski Roman - "Zawsze dobra passa" 2. Bosski Roman, Toony - "Idę na trening" 3. Bosski Roman, Agresywna Masa - "Idę na całość" 4. Bosski Roman - "Arnold" 5. Bosski Roman, Dudek P56 - "Nie jestem ideałem" 6. Bosski Roman - "Daj sobie szansę" 7. Bosski Roman, HZOP - "Strach rodzi odwagę" 8. Bosski Roman - "Unosi mnie wiara" 9. Bosski Roman - "Daję bana" 10. Bosski Roman - "Motywacji raper" 11. Bosski Roman, Krzychu WWS - "Niesie mnie pasja" 12. Bosski Roman, Arkadio, Anatom - "Twój duch" 13. Bosski Roman, Arkadio - "Drzazgi w oczach" 14. Bosski Roman, Krzychu WWS - "Anioły i demony" 15. Bosski Roman - "Skazany na ruch" 16. Bosski Roman, Pih - "Sportowa dama remix" 17. Bosski Roman, Paluch - "Jakie życie bez sportu? remix" | CD2 1. Bosski Roman - "Na rozgrzewkę" 2. Bosski Roman, Paluch - "Jakie życie bez sportu?" 3. Krzychu WWS, Bosski Roman, Prykone - "Wysoko poprzeczka" 4. Red, Bosski Roman - "To jest hit" 5. Bosski Roma, Fu - "Ostra pompa" 6. Dominik Rybiałek, Bosski Roman, Bonson - "Nie zatrzyma nikt" 7. Marcinek 3Z, Bosski Roman, Dmk - "Za żadne skarby" 8. Stecu, Dixon37, Bosski Roman - "Motywuję słowem" 9. Juras, Bosski Roman - "Współczesny patriota" 10. Bosski Roman, Konsorcjum - "Poczuć mocno życie" 11. Arkadio, Bosski Roman, Luxon - "Zabierz Boga na trening" 12. Bosski Roman, Zbuku - "Satysfakcji światło" 13. Bosski Roman, Pih - "Sportowa dama" 14. Bosski Roman - "Ladies Fight Night" 15. Webster, Bosski Roman - "Dla Fightera" 16. Bosski Roman, Diox, Mosad, Kiki, Onar - "Zdrowia nie kupisz" 17. Marcin Knutelski, Bosski Roman, Żaru - "Górski duch" 18. Kasia Malenda, Świtał, Fima - "Projekt pasja" 19. Bosski Roman - "Generał Gryf" 20. Bosski Roman - "Cisi i skuteczni" |

## Teledyski
| Wykonawcy                                                | Tytuł                             | Rok  | Reżyseria               | Album                                      | Źródło  |
| -------------------------------------------------------- | --------------------------------- | ---- | ----------------------- | ------------------------------------------ | ------- |
| Firma                                                    | "Głowa do góry (RMX)"             | 2012 | –                       | –                                          | [ 41 ]  |
| Bosski Roman, Sokół                                      | "Jak zaczynasz dzień"             | 2012 | Gwaranto Studio         | Drużyna Mistrzów                           | [ 42 ]  |
| Monilove                                                 | "Potęga instynktu przetrwania"    | 2012 | –                       | Drużyna Mistrzów                           | [ 43 ]  |
| Pih                                                      | "Aż poleje się krew"              | 2012 | Smoke Story Group       | Drużyna Mistrzów                           | [ 44 ]  |
| Wirus GKI, Kamil PRJ                                     | "Wiara w siebie"                  | 2012 | –                       | Drużyna Mistrzów                           | [ 45 ]  |
| Jahbestin                                                | "Wyciągnij dłoń"                  | 2012 | Orient Video            | Drużyna Mistrzów                           | [ 46 ]  |
| Omerta, Kopson                                           | "Dla sportu"                      | 2012 | Gwaranto Studio         | Drużyna Mistrzów                           | [ 47 ]  |
| Joda, Gedz, Pióro                                        | "Świerze powietrze"               | 2012 | Magic Town: Visual Arts | Drużyna Mistrzów                           | [ 48 ]  |
| Zarys Zdarzeń, Jarru                                     | "Olej nudę"                       | 2012 | Fotoholizm              | Drużyna Mistrzów                           | [ 49 ]  |
| Brahu, RDW, Wigor                                        | "Naturalny haj"                   | 2012 | –                       | Drużyna Mistrzów                           | [ 50 ]  |
| Dixon37                                                  | "Szukaj tego (remix)"             | 2012 | Poka Film               | Drużyna Mistrzów                           | [ 51 ]  |
| Bosski Roman                                             | "Sport muzyka pasja"              | 2013 | Gwaranto Studio         | Drużyna Mistrzów 2: Sport, Muzyka, Pasja   | [ 22 ]  |
| Bosski Roman                                             | "Sport muzyka pasja (remix)"      | 2013 | Gwaranto Studio         | Drużyna Mistrzów 2: Sport, Muzyka, Pasja   | [ 52 ]  |
| Luks Mamilion, Pawulon                                   | "Żyj chwilą"                      | 2013 | MadeByMind              | Drużyna Mistrzów 2: Sport, Muzyka, Pasja   | [ 53 ]  |
| Kaen, Kamil PRJ                                          | "Wstęp wolny"                     | 2013 | Creative Studio         | Drużyna Mistrzów 2: Sport, Muzyka, Pasja   | [ 54 ]  |
| Dudek RPK, Bosski Roman, Damian Janikowski, Młody Bosski | "Zastrzyk motywacji"              | 2013 | Gwaranto Studio         | Drużyna Mistrzów 2: Sport, Muzyka, Pasja   | [ 55 ]  |
| Bosski Roman, Onar, Ero, VNM                             | "Nakręceni pasją"                 | 2013 | Evil Eye                | Drużyna Mistrzów 2: Sport, Muzyka, Pasja   | [ 56 ]  |
| Żusto                                                    | "Świadomość"                      | 2013 | Royal Kat               | Drużyna Mistrzów 2: Sport, Muzyka, Pasja   | [ 57 ]  |
| Hukos, Praktis, Cira                                     | "W moim zasięgu"                  | 2013 | Lipinski Video          | Drużyna Mistrzów 2: Sport, Muzyka, Pasja   | [ 58 ]  |
| Hary Piotrek                                             | "Potrzebuje zmian"                | 2013 | The End Production      | Drużyna Mistrzów 2: Sport, Muzyka, Pasja   | [ 59 ]  |
| Bezczel                                                  | "Husarz"                          | 2013 | Bass Media              | Drużyna Mistrzów 2: Sport, Muzyka, Pasja   | [ 60 ]  |
| Blask Ulic                                               | "Forma"                           | 2013 | Formma                  | Drużyna Mistrzów 2: Sport, Muzyka, Pasja   | [ 61 ]  |
| Pih, Bosski Roman, Tadek, Młody Bosski                   | "Wirus lenistwa"                  | 2014 | Gwaranto Studio         | Drużyna Mistrzów 2: Sport, Muzyka, Pasja   | [ 62 ]  |
| Kwas, DJ Zel                                             | "Życie na nas się odbija"         | 2014 | YOZZ                    | Drużyna Mistrzów 2: Sport, Muzyka, Pasja   | [ 63 ]  |
| Połeć, Kacper NPM, DJ Grubaz                             | "Jaraj zośkę"                     | 2014 | –                       | –                                          | [ 64 ]  |
| Bosski Roman, Sempu, Żaru                                | "Górska moc"                      | 2014 | Gwaranto Studio         | Drużyna Mistrzów 3                         | [ 65 ]  |
| Bosski Roman                                             | "Muaythai"                        | 2014 | Gwaranto Studio         | Drużyna Mistrzów 3                         | [ 66 ]  |
| Igor, HAME                                               | "Wykorzystam każdy dzień"         | 2015 | Wyrovideos              | Drużyna Mistrzów 3                         | [ 67 ]  |
| Kikoraf, Czarny, Bosski Roman                            | "K.S. Ronin"                      | 2015 | Wojciech Klimala        | Drużyna Mistrzów 3                         | [ 68 ]  |
| Bosski Roman, Sobota                                     | "Samodyscyplina"                  | 2015 | 9LiterFilmy             | Drużyna Mistrzów 3                         | [ 69 ]  |
| Püdelsi, Jahbestin                                       | "Wstań i walcz"                   | 2015 | Gwaranto Studio         | Drużyna Mistrzów 3                         | [ 70 ]  |
| Bosski Roman, Sobota                                     | "Samodyscyplina (remix)"          | 2015 | 9LiterFilmy             | Drużyna Mistrzów 3                         | [ 71 ]  |
| Luxon                                                    | "Nikt nie ma takiej wiary jak ty" | 2015 | Sztukson Studio         | Drużyna Mistrzów 3                         | [ 72 ]  |
| Jerli                                                    | "Powstań"                         | 2015 | YetiVision              | Drużyna Mistrzów 3                         | [ 73 ]  |
| Gasper                                                   | "Walcz"                           | 2015 | –                       | Drużyna Mistrzów 3                         | [ 74 ]  |
| Świtał, Fima, Kasia Malenda                              | "Projekt pasja"                   | 2015 | 9LiterFilmy             | Drużyna mistrzów 4: Moc motywacji          | [ 75 ]  |
| Nowator                                                  | "Palili mosty"                    | 2015 | –                       | Drużyna mistrzów 3                         | [ 76 ]  |
| Bosski Roman, Kaen, Młody Bosski                         | "Lepsza wersja"                   | 2015 | Gwaranto Studio         | Drużyna mistrzów 3                         | [ 77 ]  |
| Bosski Roman, Pih                                        | "Bez hamulców"                    | 2015 | Gwaranto Studio         | Drużyna mistrzów 3                         | [ 78 ]  |
| Frytt, Zbylu                                             | "Droga na szczyt"                 | 2015 | Steam TV                | Drużyna mistrzów 3                         | [ 79 ]  |
| Doktor                                                   | "Dzień za dniem"                  | 2016 | D13 Studio              | –                                          | [ 80 ]  |
| Bosski Roman                                             | "Ladies Fight Night"              | 2016 | 9LiterFilmy             | Drużyna Mistrzów 4: Moc Motywacji          | [ 81 ]  |
| Bosski Roman, Paluch                                     | "Jakie życie bez sportu?"         | 2016 | 9LiterFilmy             | Drużyna Mistrzów 4: Moc Motywacji          | [ 82 ]  |
| Arkadio, Bosski Roman, Luxon                             | "Zabierz Boga na trening"         | 2016 | RullOn, Andrzej Tokarz  | Drużyna Mistrzów 4: Moc Motywacji          | [ 83 ]  |
| Bosski Roman, Fu                                         | "Ostra pompa"                     | 2017 | Gwaranto Studio         | Drużyna Mistrzów 4: Moc Motywacji          | [ 84 ]  |
| Red, Bosski Roman                                        | "To jest hit"                     | 2017 | Gwaranto Studio         | Drużyna Mistrzów 4: Moc Motywacji          | [ 85 ]  |
| Bosski Roman, Pih                                        | "Sportowa dama"                   | 2017 | 9LiterFilmy             | Drużyna Mistrzów 4: Moc Motywacji          | [ 86 ]  |
| Bosski Roman, Kaen                                       | "Na rozgrzewkę"                   | 2017 | Gwaranto Studio         | Drużyna Mistrzów 4: Moc Motywacji          | [ 87 ]  |
| Bosski Roman                                             | "Generał Gryf"                    | 2017 | Mirosław Kaźmierczak    | Drużyna Mistrzów 4: Moc Motywacji          | [ 88 ]  |
| SłejziPsG, 5tka                                          | "Masz wybór"                      | 2017 | WeM Studio              | –                                          | [ 89 ]  |
| Bosski Roman, Agresywna Masa                             | "Idę na całość"                   | 2017 | Gwaranto Studio         | Drużyna Mistrzów 4: Moc Motywacji [DELUXE] | [ 90 ]  |
| Bosski Roman, Toony                                      | "Idę na trening"                  | 2017 | Gwaranto Studio         | Drużyna Mistrzów 4: Moc Motywacji [DELUXE] | [ 91 ]  |
| Bosski Roman, Paluch                                     | "Jakie życie bez sportu? (remix)" | 2017 | 9LiterFilmy             | Drużyna Mistrzów 4: Moc Motywacji [DELUXE] | [ 92 ]  |
| Bosski Roman, Pih                                        | "Sportowa dama (remix)"           | 2017 | 9LiterFilmy             | Drużyna Mistrzów 4: Moc Motywacji [DELUXE] | [ 93 ]  |
| Bosski Roman, Kawas, Wiejak                              | "Dopal dopalaczom"                | 2017 | –                       | –                                          | [ 94 ]  |
| Bosski Roman, Bracia Collins, Kaen                       | "Coś z niczego"                   | 2017 | –                       | –                                          | [ 95 ]  |
| Bosski Roman                                             | "Arnold"                          | 2017 | Michał Pigłowski        | Drużyna Mistrzów 4: Moc Motywacji [DELUXE] | [ 96 ]  |
| Bosski Roman                                             | "Zawsze dobra passa"              | 2018 | Gwaranto Studio         | Drużyna Mistrzów 4: Moc Motywacji [DELUXE] | [ 97 ]  |
| Luxon, Kaszalot                                          | "Energia"                         | 2018 | Radźsesamstudio         | –                                          | [ 98 ]  |
| Bosski Roman                                             | "Złota drużyna jujitsu"           | 2018 | Gwaranto Studio         | –                                          | [ 99 ]  |
| Bosski Roman                                             | "Ogień, ogień"                    | 2018 | 9LiterFilmy             | Drużyna Mistrzów 5                         | [ 100 ] |
| Bosski Roman, Młody Bosski                               | "Balian"                          | 2018 | Gwaranto Studio         | Drużyna Mistrzów 5                         | [ 101 ] |
| Bosski Roman                                             | "STOP"                            | 2019 | Gwaranto Studio         | –                                          | [ 102 ] |